# Stadion im. Jana Ciszewskiego w Sosnowcu
Stadion im. Jana Ciszewskiego – stadion piłkarski w Sosnowcu, w Polsce. Został otwarty w 1926 roku. Może pomieścić 700 widzów. Na stadionie swoje spotkania rozgrywają piłkarki klubu Czarni Sosnowiec. Obiekt nosi imię Jana Ciszewskiego, znanego komentatora sportowego pochodzącego z Sosnowca.
Stadion został otwarty w 1926 roku. Od 1931 roku występowali na nim piłkarze Unii Sosnowiec (późniejsze Zagłębie Sosnowiec). We wrześniu 1947 roku na stadionie doszło do awantur po spotkaniu gospodarzy (wówczas pod nazwą RKU Sosnowiec) z AKS-em Chorzów (2:3). W wyniku zamieszek wielu kibiców zostało pobitych, a kilka osób zmarło. Dwa lata później rozegrano na tym obiekcie mecz pojednania pomiędzy tymi samymi drużynami (zakończył się on wynikiem 2:2). Drużyna gospodarzy w 1955 roku (wtedy jako Stal Sosnowiec) zadebiutowała w I lidze. W swoim premierowym sezonie zespół otarł się o zdobycie tytułu mistrza Polski. W decydującym starciu, rozegranym 20 listopada na stadionie Stali gospodarze zmierzyli się z bezpośrednim konkurentem do zdobycia mistrzostwa, CWKS Warszawa. Do triumfu w rozgrywkach Stal potrzebowała zwycięstwa. Pomimo objęcia prowadzenia już w pierwszej minucie przez Stal, po kwadransie przyjezdni z Warszawy zdołali wyrównać. Choć gospodarzom nie brakowało okazji do strzelenia gola na 2:1, wynik remisowy utrzymał się już do końca spotkania i tytuł zdobyła stołeczna drużyna. W następnym roku Stal przeniosła się na nowo powstały Stadion Ludowy (oddany do użytku 21 października 1956 roku), chociaż drużyna ta grywała później jeszcze czasem na swoim dawnym boisku. Stadion w tamtym okresie okalały ze wszystkich stron trybuny na wałach ziemnych, mogące pomieścić do 20 000 widzów. Rozgrywane na nim były również mecze hokeja na trawie. W 1975 roku na obiekt wprowadzili się piłkarze Czarnych Sosnowiec, których poprzedni stadion mieszczący się przy stacji kolejowej Sosnowiec Południowy został zlikwidowany. Klub ten posiadał już wtedy sekcję piłki nożnej kobiet, która w latach 1980–2000 wywalczyła łącznie 12 tytułów mistrzyń kraju, stając się najbardziej utytułowaną drużyną w Polsce.